# Orimarga (Orimarga) niveitarsis
Orimarga (Orimarga) niveitarsis is een tweevleugelige uit de familie steltmuggen (Limoniidae). De soort komt voor in het Neotropisch gebied.